# Нексус и юнкция
У термина «нексус» существуют и другие значения.
Не́ксус и ю́нкция — в языкознании: два возможных соотношения направлений семантических и синтаксических валентностей. Нексусом называется ситуация соответствия семантической и активной синтаксической валентности предикатного слова (рус. Дом стоит — семантическая валентность лексемы стоять соответствует её активной синтаксической валентности, Роза красная — то же выполняется для предикатного слова красный), юнкцией — случай, когда семантической валентности соответствует пассивная синтаксическая (стоящий дом и красная роза соответственно).
Существуют нексусные конструкции, не имеющие синонимичных юнктивных, к примеру сочетания с предлогами и союзами: под окном, потому что испугался, — где семантическим валентностям выделенных слов могут соответствовать лишь активные синтаксические. Примерами членов юнктивных конструкций, не имеющих нексусных соответствий, могут служить некоторые прилагательные: рус. самый, так называемый, англ. former.
Некоторые средства выражения синтаксической связи используются как при нексусе, так и при юнкции, ср. приход отца (нексус, вершиной является предикатное слово приход) — книга отца (юнкция, значение предиката принадлежности выражается родительным падежом существительного отец).
Различение нексуса и юнкции встречается в «Философии грамматики» О. Есперсена, где предлагается называть зависимое слово при нексусе аднексом, а при юнкции — адъюнктом.